# Веселин Методиев
Веселин Методиев Петров е български историк и политик, заместник министър-председател и министър на образованието и науката в правителството на Иван Костов, преподавател в Нов български университет.

## Биография
Роден е на 3 ноември 1957 г. в Силистра, в семейство на македонски българи от Тетово. Завършва история в Софийския държавен университет през 1979 г. До 1983 г. работи в Държавния архив. През 1980 г. става специалист в Главно управление на архивите (ГУА), през 1983 г. – главен специалист, през 1990 г. – началник-отдел и през 1992 г. – председател на ГУА. Преподава история в Нов български университет, където е заместник-ректор през 1994 г. Член на Настоятелството на НБУ от 26 май 2000 г.
Защитава дисертация на тема „Министерският съвет в институционното изграждане на българската държава 1879-1886 г.“ (1990). Доцент от 2011 г. Почетен професор на Нов български университет от 2019 г.
Заместник-председател на Демократическата партия от 1995 г. и депутат в XXXVII и XXXVIII народно събрание. От 21 май 1997 до 21 декември 1999 г. е заместник министър-председател и министър на образованието и науката в правителството на Обединените демократични сили (ОДС).
През 2004 г., след оттеглянето на група депутати начело с Иван Костов от Съюза на демократичните сили (СДС), е сред основателите на Демократи за силна България (ДСБ) и е избран за заместник-председател на новосформираната партия. От 2005 г. е депутат в XL народно събрание, председател на Комисията по въпросите на държавната администрация и член на Комисията по бюджет и финанси.
През 2006 г. е предложен от ДСБ за единен кандидат на десницата за предстоящите президентски избори, но не получава нужната подкрепа от останалите партии и впоследствие е издигната кандидатурата на Неделчо Беронов.

## Награди
- Национална награда „Христо Г. Данов“, Хуманитаристика за 2019 г.[7]